# Unthank (Alnham)
Unthank – przysiółek w Anglii, w hrabstwie Northumberland, w dystrykcie (unitary authority) Northumberland, w civil parish Alnham. Leży 53 km na północny zachód od miasta Newcastle upon Tyne i 449 km na północ od Londynu. W 1951 roku civil parish liczyła 11 mieszkańców.